# Найлович, Косма
Косма Найлович, в миру Казимер Найлович (1906 Лида, Гродненская губерния, Российская империя, ныне Республика Беларусь — 1986, Челябинск, СССР) — католический священник византийского обряда, клирик Апостольского экзархата Харбина, педагог в Лицее св. Николая в Харбине, деятель Русского Зарубежья и Русского Апостолата, редактор журнала Католический вестник Русской епархии византийско-славянского обряда в Маньчжурии, член ордена мариан М.I.C.

## Биография
Родился 1 ноября 1904 года в городе Санкт-Петербурге, Российская империя,в 1918 году вместе с семьёй на родину отца, в западную Белоруссию, учился и закончил Польскую классическую гимназию в Друе, в семье отца католика и матери православной, принял Таинство крещения в православной церкви, в 1912 году — переведен в католичество, в 1926 году вступил в орден отцов мариан М.I.C., с 1929 года учился в «Руссикуме», который закончил в 1935 году, в 1934 году — принял рукоположение в сан священника византийского обряда.
С осени 1935 года — в Маньчжурии, был инспектором и преподавателем латинского языка в лицее св. Николая в Харбине, исполнял обязанности апостольского Администратора Экзархата в Харбине, был выпускающим редактором журнала Католический вестник Русской епархии византийско-славянского обряда в Маньчжурии.
В 1943 году вступил в близкие отношения с замужней женщиной и перешел в православие, работал учителем в Харбине, после 1949 году репатриирован в СССР, проживал в Челябинске, в 1952 году и 1959 году предпринимал попытки вернуться в Католическую церковь.
Умер в 1986 году, после его смерти его внучка переслала его духовное завещание в «Руссикум».